# Vie universelle

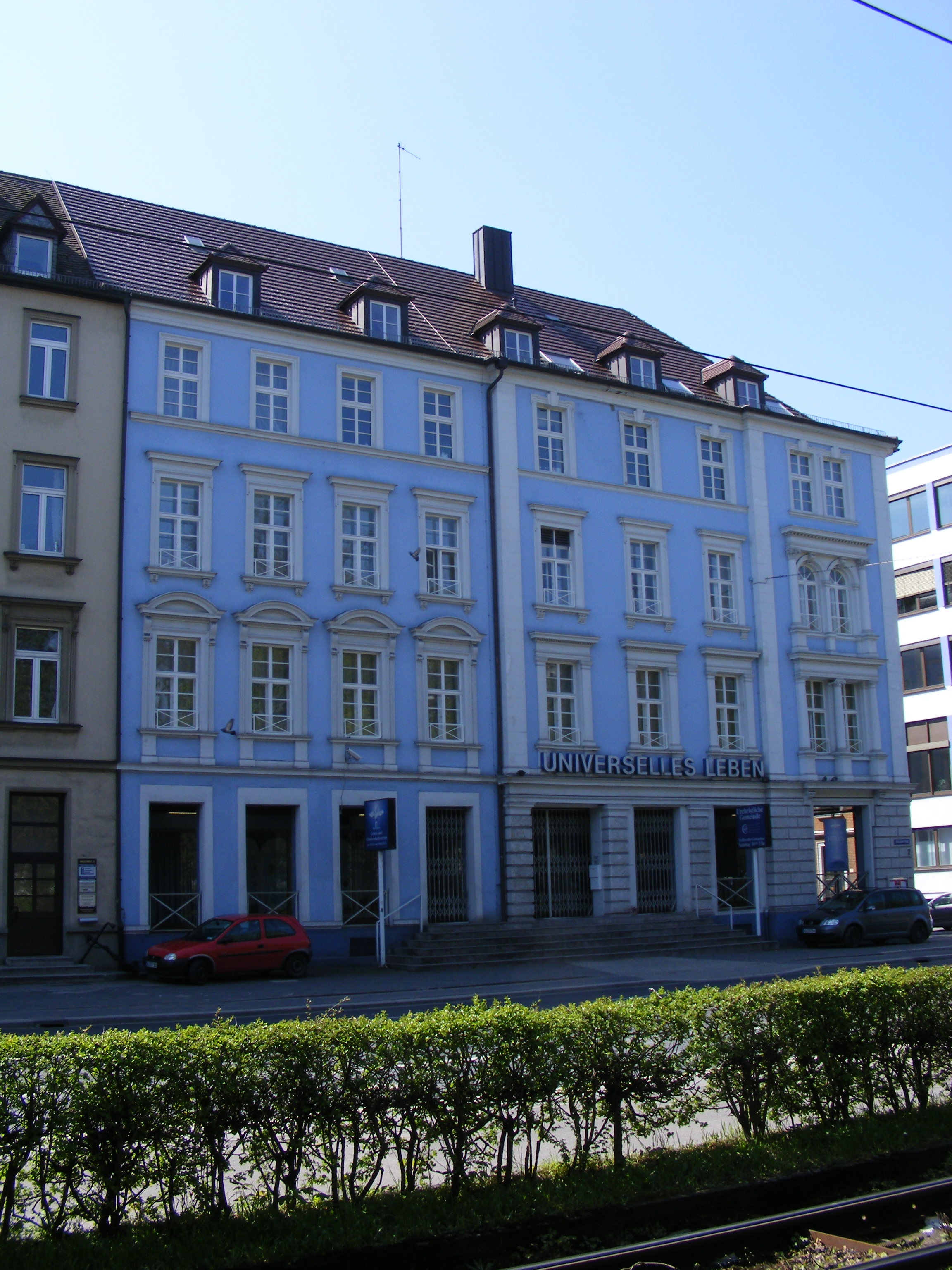
Maison mère de Vie universelle à Wurtzbourg

Vie universelle (en allemand : Universelles Leben) est un mouvement religieux récent et controversé, basé à Wurtzbourg, en Allemagne classifié comme secte par beaucoup d'experts. Selon une note gouvernementale des États-Unis, elle est classée parmi les sectes en Autriche.
Elle compte probablement environ 10 000 adhérents, dont environ 500 personnes dans le cercle privilégié.

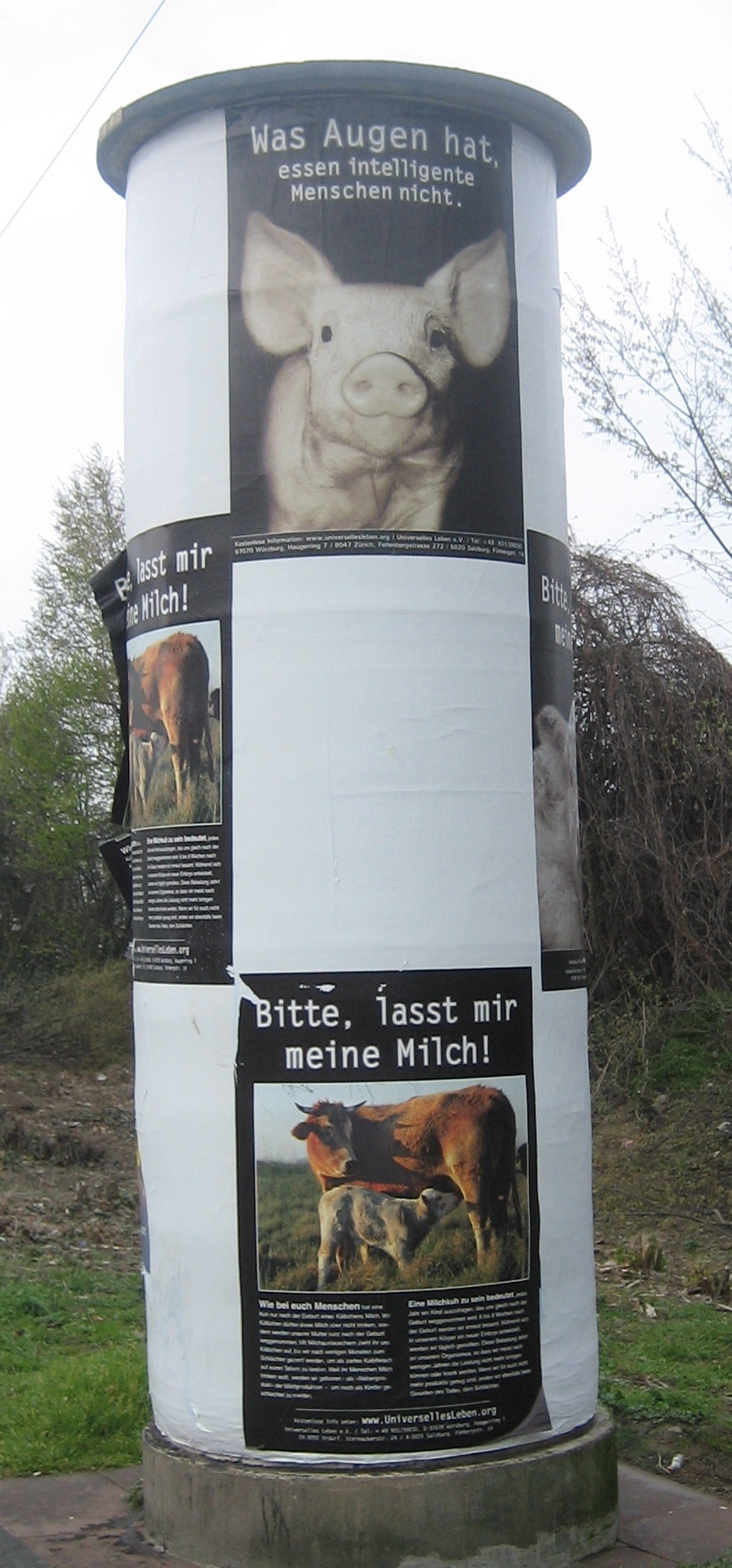
affiche publicitaire du mouvement, promouvant le végétarisme

Elle prône l'agriculture pacifique et le végétarisme à cause d'une "rélévation divine".